# 岩峰镇
岩峰镇，是中华人民共和国四川省达州市渠县下辖的一个乡镇级行政单位。2019年12月，撤销水口镇，将原水口镇顶灵社区、长沟村、大田村、丁字村所属行政区域划归岩峰镇管辖。

## 行政区划
岩峰镇下辖以下地区：
岩峰社区、清贤村、百宝村、高北村、凤阳村、书湾村、石坡村、回龙村、鹞山村和月宫村。